# Сатыртау
Сатырта́у (баш. Сатыртау — «гора-шатёр») — гора в Башкортостане в Альшеевском районе, рядом с деревней Кипчак-Аскарово.
Гора-останец с характерной вершиной, с чем и связано её название — срезанная вершина придаёт горе вид шатра. Сатыртау относится к памятникам природы Республики Башкортостан, площадь которой составляет 8 Га. На этих холмах и близ них отсутствует полностью лес, они покрыты лишь травянистыми растениями. Западнее горы на расстоянии чуть менее километра протекает река Дёма.
На склонах горы произрастает множество редких видов растений, в том числе занесённых в Красную книгу (тонконог жёстколистный, ковыль перистый, цмин песчаный, астрагал рогоплодный, люцерна сетчатоплодная, копеечник крупноцветковый и др.).